# Danilovgrad
Danilovgrad (en idioma montenegrino: Даниловград) es una ciudad de la República de Montenegro, está situada en la parte central de este país. Es además la capital del municipio homónimo
La ciudad se encuentra en el fértil valle del río Zeta, a veces llamada también la llanura Bjelopavlići, igual que el nombre del clan local.

## Historia
En el lugar de Danilovgrad, hay restos de Gradina (Martinići), restos del gobernante Pedro Gojniković. El tribunal fue construido por el príncipe Mutimir, quien también fue enterrado allí, también por la dinastía de Vlastimirović (Višeslavić). Gradina es también un lugar destacado del período Nemanjić, que se cree que es el lugar de nacimiento del Príncipe Rastko, también conocido como San Sava, el fundador de la iglesia ortodoxa de Serbia.
Danilovgrad fue fundada con el propósito de ser la capital de Montenegro. Los cimientos de esta ciudad planificada fueron establecidos por primera vez por el rey Nikola I en 1870. Sin embargo, después de que las ciudades de Nikšić y Podgorica fueron liberadas de las manos otomanas, durante el Congreso de Berlín su importancia disminuyó. Debe su nombre al predecesor de Nicholas, el Príncipe Danilo.

### Segunda Guerra Mundial
El 31 de mayo de 1944, un B-24 de la Fuerza Aérea de los Estados Unidos se estrelló en Danilovgrad. Aunque toda su tripulación de 10 expulsados y sobrevivieron, más tarde fueron capturados y se convirtieron en prisioneros de guerra. El 23 de julio de 1944, 52 personas, presuntamente miembros de la Liga de la Juventud Comunista de Yugoslavia, fueron asesinados en una ejecución masiva por Chetniks en Danilovgrad.

### Durante las guerras yugoslavas
Del 14 al 15 de abril de 1995, un pogromo expulsó a la población romaní en uno de los barrios de Danilovgrad, Božova Glavica.
El 24 de marzo de 1999, los cuarteles de Milovan Šaranović en Danilovgrad fueron bombardeados por aviones de la OTAN, matando a un soldado llamado Saša Stojić. Fue la primera víctima del bombardeo de la OTAN en Yugoslavia.

## Población y Geografía
Esta localidad tiene una población de 6.852 personas (según el censo de 2011) y la densidad poblacional es de treinta y tres habitantes por cada kilómetro cuadrado.